# ПФАС
ПФАС (перфторалкильные и полифторалкильные соединения, англ. PFAS) — группа синтетических фторорганических соединений, в молекуле которых много атомов фтора, присоединённых к алкильной цепи. Соединения данной группы рассматриваются как массовый, опасный и сложный для устранения загрязнитель окружающей среды. Одновременно с этим данные соединения имеют огромное значение в экономике и используются при производстве большого ассортимента товаров.
ПФАС обладают высокой эффективностью по уменьшению поверхностного натяжения воды по сравнению с углеводородными поверхностно-активными веществами. К ПФАС относятся такие кислоты как перфторсульфоновая
кислота (ПФОС/ПФСК), перфтороктансульфоновая кислота (ПФОСК), перфтороктановая кислота (ПФОК), перфторнонановая кислота (ПФНК) и перфтордекановая кислота (ПФДК).
Организация экономического сотрудничества и развития оценивает количество известных ПФАС как минимум в 4730 соединений.

## В кино
- Тёмные воды (фильм, 2019)